# Amrita Acharia
Amrita Acharia (ur. 31 lipca 1987 w Katmandu) – brytyjska aktorka, nepalsko-ukraińskiego pochodzenia, która wystąpiła m.in. w serialu Gra o tron.

## Filmografia

### Filmy
| Rok  | Tytuł                         | Rola                | Uwagi       |
| ---- | ----------------------------- | ------------------- | ----------- |
| 2010 | In Company of Wolves          | Rita                | krótkometr. |
| 2010 | Collectables                  | kobieta             | krótkometr. |
| 2011 | Sobowtór diabła               | uczennica           |             |
| 2013 | Jestem twoja                  | Mina                |             |
| 2014 | Zombie SS 2                   | Reidun              |             |
| 2014 | Camouflage                    | Amira               |             |
| 2015 | Amar Akbar & Tony             | Richa               |             |
| 2015 | Of Her I Dream                | Sharza              | krótkometr. |
| 2015 | Queen’s Mile                  | Ania                | krótkometr. |
| 2016 | Kiss the Devil in the Dark    | Lilly / Lilly Demon | krótkometr. |
| 2016 | Arrivals                      | Soraya              |             |
| 2018 | White Chamber                 | Ruth                |             |
| 2018 | Genesis                       | Alexa Brooks        |             |
| 2018 | Welcome to Curiosity          | Zoe                 |             |
| 2019 | Praziomek                     | Ama Lhamu           | głos        |
| 2023 | There's Something in the Barn | Carol               |             |

### Telewizja
| Rok       | Tytuł                    | Rola                    | Uwagi              |
| --------- | ------------------------ | ----------------------- | ------------------ |
| 2010      | Na sygnale               | Neela Sarin             | 1 odc.             |
| 2011      | Doctors                  | Saskia Tremlett         | 1 odc.             |
| 2011      | Being Eileen             | Bride                   | film TV            |
| 2011-2012 | Gra o tron               | Irri                    | 11 odc.            |
| 2015      | Pen & Paper & Laser Guns | Abby                    | 1 odc.             |
| 2016      | Frikjent                 | Amina Sahir             | 8 odc.             |
| 2017      | Czerwony karzeł          | Greta                   | 1 odc.             |
| 2017-2022 | The Good Karma Hospital  | Ruby Walker             | w gł. obsadzie     |
| 2020      | The Sister               | Holly Fox               | miniserial, 4 odc. |
| 2022      | The Serpent Queen        | Aabis                   | miniserial, 8 odc. |
| 2023      | Koci skład               | Charity, Anubia, Meeyah | głosy, 10 odc.     |